# Independente do Tômbwa
El Independente Tômbwa es un equipo de fútbol de Angola que juega en la Liga Provincial de Tômbwa, una de las ligas que conforman el cuarto nivel de fútbol en el país.

## Historia
Fue fundado en el año 1919 en la ciudad de Tômbwa con el nombre Independente Sport Clube de Porto Alexandre, el cual cambiaron en 1979 por el nombre actual tras la independencia de Angola de Portugal, ya que la ciudad de Porto Alexandre cambío por el de Tômbwa.
Antes de la independencia el club ganó tres títulos de liga de manera consecutiva, aunque no ha sido del todo bueno desde la independencia, ya que no han vuelto a jugar en la Girabola desde 1999 y lo más que han hecho ha sido ser finalista de la Copa de Angola en dos ocasiones, ambas en la década de los años 1990s. También han participado en la Copa de Portugal en varias ocasiones.
A nivel internacional han participado en 1 torneo continental, en la Recopa Africana 1995, en la cual fueron eliminados en la primera ronda por el Olympique Mvolyé de Camerún.

## Palmarés
- Campeonato Provincial de Angola: 3

1969, 1970, 1971
- Copa de Angola: 0
  - Finalista: 2

1994, 1995
- Supercopa de Angola: 1

1995

## Participación en competiciones de la CAF
| Temporada | Torneo          | Ronda | Club             | Casa | Visita | Global |
| --------- | --------------- | ----- | ---------------- | ---- | ------ | ------ |
| 1995      | Recopa Africana | 1     | Olympique Mvolyé | 1-2  | 0-3    | 1-5    |

## Jugadores destacados
- Capessa[4]

## Entrenadores
- Agostinho Tramagal (1992)[5]
- Rui Teixeira (1998)[4]